# Castillo de Gélida
El castillo de Gélida es un castillo medio en ruinas con una iglesia adyacente, dedicada a San Pedro, que se encuentra al sureste del núcleo urbano de Gélida, en la provincia de Barcelona, España. La iglesia, documentada ya en el año 945, es el único edificio que permanece de pie. Actualmente forma parte de un espacio museístico gestionado por la Asociación de Amigos del Castillo de Gelida.

## Ubicación
El conjunto de edificios que forman parte del castillo se encuentra sobre una colina con diferentes alturas (250-290 metros), buscados por otras montañas del norte de la Sierra del Ordal. Este cerro queda delimitado por los torrentes de Cantillepa al norte y de San Miguel al sur. La forma del recinto amurallado es de sureste a noroeste, con la parte más alta al suroeste.

## Historia del conjunto
Su propiedad pasó por las familias de los Cervelló, Montcada, Arborea y Bertrán. Se sabe que en el año 1465 moraba Pedro de Portugal. En 1780, el párroco de San Pedro, pidió permiso para coger piedra para poder construir el campanario.
La Asociación de Amigos del Castillo de Gelida se fundó en 1965 para gestionar y recuperar el patrimonio de la zona del castillo, que en 1968 pasó a ser propiedad del Ayuntamiento de Gelida. La última intervención realizada se basó en la construcción de un espacio para la gestión e interpretación del castillo y por otro lado, una actuación de asentamiento y consolidación de elementos arquitectónicos, así como la construcción de pasarelas y barandillas.